# Volcano Bay
Volcano Bay, también conocido como Universal's Volcano Bay Water Theme Park (o simplemente Universal's Volcano Bay), es un parque de atracciones acuático de temática tropical, parte del complejo Universal Orlando Resort en Orlando, Florida. Es operado y de propiedad de Universal Destinations & Experiences, filial de NBCUniversal. Volcano Bay reemplazó a Wet 'n Wild como el parque acuático de Universal Orlando Resort, y fue el primero construido por la propia Universal. El parque fue inaugurado el 25 de mayo de 2017.

## Historia
En febrero de 2015, Universal Orlando Resort presentó sus planes para construir un nuevo parque acuático; atracción que se ubicaría cerca de Cabana Bay Beach Resort. La construcción ya estaba en marcha cuando Universal anunció oficialmente el proyecto y su nombre, el 28 de mayo de 2015. En junio de 2015, se reveló que el parque reemplazaría al parque acuático Wet 'n Wild, de propiedad de Universal desde 1997, que cerró el 31 de diciembre de 2016.
Volcano Bay fue construida en un terreno de aproximadamente 21,4 hectáreas, y se estima que su construcción costó 600 millones de dólares. Algunas imágenes conceptuales mostraban un tobogán proveniente del volcán central del parque, así como una piscina de olas y otros toboganes de agua. En los planos también se veía un río lento y un tobogán rápido, aunque los encargados del parque declararon que revelarán todas las atracciones planeadas del parque en una fecha posterior.
El 21 de junio de 2016, Universal Orlando Resort reveló más detalles sobre Volcano Bay, incluidas sus atracciones debut y su fecha de apertura, prevista para el 1 de junio de 2017. El 25 de enero de 2017, Universal Orlando Resort reveló que la ceremonia de inauguración sería el 25 de mayo de 2017. 
El 25 de mayo de 2017, Volcano Bay fue oficialmente abierta al público.

## Características
El parque se encuentra tematizado ubicado alrededor del un volcán ficticio de 61 metros llamado "Krakatau", y es el icono principal del parque. El volcán alberga tres toboganes de cápsulas de caída; Ko'okiri Body Plunge, el tobogán corporal más alto de Estados Unidos que mide 125 pies de altura, y también el primero en viajar a través de una piscina llena de otras personas. Krakatau también tiene los toboganes corporales Kala y Tai Nui que viajan por el medio del volcán y serpentean alrededor de la montaña rusa Krakatau Aqua.
El parque usa un dispositivo portátil llamado TapuTapu para los pagos y filas. Esta especie de reloj portátil se entrega en la entrada del parque, pudiéndose usar para mantener el lugar en la fila. TapuTapu permite el pago vinculando una tarjeta de crédito a través de la aplicación de Universal Orlando al dispositivo, lo que permite a los usuarios pagar en todo el parque las mercancías, alimentos y bebidas. Las pulseras también se pueden utilizar para interactuar con características ambientales, activar fuentes de agua o iluminar luces.

## Atracciones
Las atracciones de Volcano Bay están ubicadas en cuatro áreas temáticas, cada una inspirada en varias islas y culturas polinesias. La pieza central del parque es "Krakatau", un volcán de 200 pies (61,0 m) que tendrá cascadas durante el día y coladas de lava durante la noche creado por la empresa francesa Aquatique Show.

### Krakatau
Es el área ubicada ubicada en las cercanías del volcán, e incluye un tobogán único en su tipo.
- Krakatau Aqua Coaster: una montaña rusa acuática que lleva a los pasajeros al interior del corazón del volcán Krakatau, antes de sumergirse en una cascada resplandeciente. Cuenta con motores de inducción lineales para impulsar a los pasajeros cuesta arriba.
- Ko'okiri Body Plunge: un tobogán acuático con una caída de 70 grados, que pasa a través del volcán Krakatau, cayendo 125 pies (38,1 m). El tobogán también pasa por una de las atracciones de la piscina en la base del volcán, descrita por el parque como una característica "primera en el mundo". Junto con los toboganes corporales serpentinos Kala y Tai Nui, Ko'okiri Body Plunge es el tobogán de cápsulas de caída más alto del mundo. También es el tobogán corporal más alto del mundo para enviar a los pasajeros fuera de una cápsula de caída a toda la altura del tobogán en un descenso continuo.[6]
- Kala y Tai Nui Serpentine Body Slides: un par de toboganes corporales giratorios de alta velocidad con trampillas. Junto con Ko'okiri Body Plunge, Kala y Tai Nui Serpentine Body Slides son los toboganes de cápsula de caída más altos del mundo con 125 pies, o 38,1 metros.
- Punga Racers: un tobogán de carreras de cuatro carriles (anteriormente la atracción usaba colchonetas).

### Wave Village
Wave Village está diseñado para el bronceado y la relajación. Incluye cabañas que pueden ser alquiladas por los visitantes.
- Waturi Beach: piscina de olas, la principal del parque.
- The Reef: Una piscina más tranquila, con menos olas.
- Ohyah and Ohno Drop Slides: toboganes con caídas altas hacia las piscinas.
- Puka Uli Lagoon: piscina de relajación.

### River Village

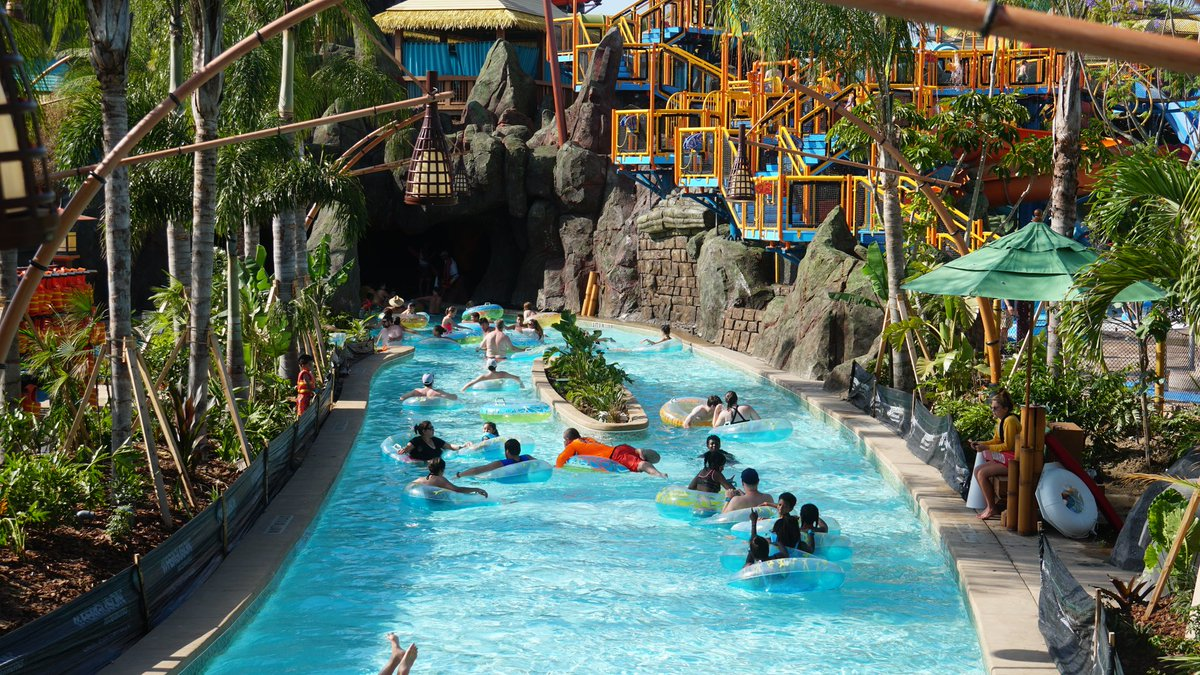
Kopiko Wai Winding River

Esta área de River Village contiene atracciones familiares y para jóvenes.
- Kopiko Wai Winding River: un río lento que pasa por el volcán Krakatau, con cuevas decoradas y efectos especiales aleatorios.
- Tot Tiki Reef: área de juegos diseñada para niños pequeños.
- Runamukka Reef: Tres pisos de altura, una fortaleza de agua con sus propios pequeños toboganes.
- Honu: uno de los dos toboganes con balsas para varios pasajeros que lleva a los pasajeros por dos paredes masivas.
- Ika Moana: un segundo tobogán de balsa para varios pasajeros.

### Rainforest Village

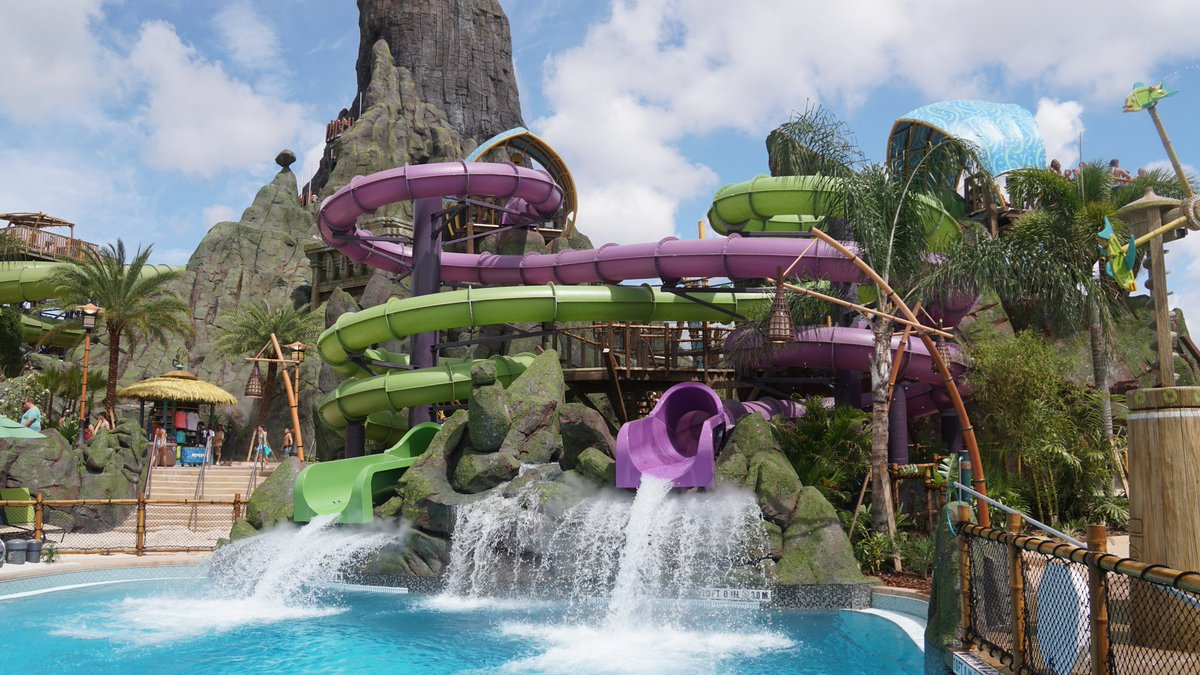
Ohyah Y Ohno deslizamientos de agua

Esta sección del parque contiene un número grande de toboganes, incluyendo deslizamientos de balsa de varias personas.
- Maku: Otro tobogán de balsa para varios pasajeros, descrito como el primero de su tipo en América del Norte con tres elementos de "platillo" de gran inclinación.[6]
- Puihi: balsas de varios pasajeros caen en varios túneles, luego en dos embudos y una caída final.
- TeAwa The Fearless River: un paseo en balsa que simula el balsismo en aguas bravas.
- Taniwha Tubes: cuatro toboganes de balsa para ser montados en solitario o en parejas.

## Recepción
Los primeros meses de funcionamiento de Volcano Bay fueron recibidos con críticas mixtas en sitios de redes sociales como Yelp y TripAdvisor, y los visitantes elogiaron la apariencia y la temática del parque, mientras criticaban las líneas y el sistema de reserva de viajes TapuTapu. Los visitantes se quejaron de las largas colas para los toboganes que podrían reservarse, lo que, según dicen, provocó el hacinamiento en las atracciones que no se podían reservar. Sin embargo, otros visitantes notaron que tuvieron mejores experiencias al llegar mucho antes de la apertura o más tarde en el día. Un portavoz del parque afirmó que sus encuestas internas indicaron que los huéspedes estaban generalmente contentos con el parque, pero que estaban mejorando continuamente el producto. 